# 平賀義信
平賀 義信（ひらが よしのぶ／源 義信　みなもと の よしのぶ）は、平安時代末期の河内源氏の武将。父は新羅三郎義光の四男で、平賀氏の祖である源盛義。諱は義宣とも。

## 生涯

### 平治の乱
信濃国佐久郡平賀郷（現在の長野県佐久市）を本拠として、平治元年（1159年）の平治の乱に、源義朝に従って出陣する。『平治物語』には平賀四郎義宣と記され、三条河原での戦いで奮戦する義宣（義信）を見た義朝が、「あぱれ、源氏は鞭さしまでも、をろかなる者はなき物かな。あたら兵、平賀うたすな。義宣打すな。」と郎党達に救うように命じている様が描かれている。義朝敗戦の後、その東国への逃避行に付き随った7人の1人となる。『平治物語』では、尾張国知多郡内海の長田忠致館で義朝の最期を知った直後、逃亡に成功して生き延びる。その後、地理的に本拠地のある信濃へ向かったと考えられるが、以後20年余に渡って史料からは姿を消す。
なお『平治物語』には、佐渡式部大輔重成（八島重成）と共に「従子」と記されている。この従子は現代語訳では従兄弟と訳されることもあるが、この場合は血縁上の従兄弟ではなく「一門ではないが、近い源氏」という意味である。また文脈から「一族同様に信頼した若武者」と解釈する向きもある。

### 治承・寿永の乱
治承4年（1180年）、源頼朝が挙兵、更に少し遅れて源義仲が信濃で挙兵する。この時の義信の動向は不明であるが、平家の全盛期は本拠地である信濃の佐久郡平賀郷に逼塞していたと考えられている。義仲は木曾から上州に移動した後に、小県郡丸子町依田を拠点として養和元年（1181年）6月に横田河原の戦いに臨んでいる。『玉葉』はこの戦いの反乱の信濃源氏軍を「木曽党」「サコ党」「武田之党」で構成されていると記しており、「サコ党」はすなわち佐久党と考えられており、佐久党の中心には平賀氏が存在していたと考えられている。
最終的には義朝の遺児で前述の逃避行を共にした頼朝の麾下に平賀氏は参じる。寿永2年（1183年）に頼朝が義仲を討つために軍を信濃に出陣し、結果的に義仲の長男・義高と頼朝の長女・大姫の縁組として和解しているが、この時の頼朝軍は碓氷峠を越えて佐久郡に入り、依田城を落して善光寺平で義仲軍と対峙している。この頼朝が義仲に対する優位性を確立した重要な争いにおいて、義仲が挙兵した場所であり、信濃における重要拠点といっていい佐久地方がほとんど無抵抗で制圧されていることから、それは佐久を本貫地とする平賀氏の協力なしになしえたとは考えられない。

### 門葉筆頭
元暦元年（1184年）3月、子・惟義が伊賀国の守護に任じられ、義信自身も同年6月に頼朝の推挙により武蔵守に任官し国務を掌握して、以後長きに渡って善政を敷いて国司の模範とされた。また文治元年（1185年）8月には惟義が相模守となり、鎌倉幕府の基幹国といえる両国の国司を父子で務めることになる。
また文治元年（1185年）9月、勝長寿院で行われた源義朝の遺骨埋葬の際には、義信と惟義が源義隆の遺児・頼隆と共に遺骨に近侍することを許されるなど、義信への頼朝の信頼は最後まで変わらず、この時期の席次において源氏門葉として御家人筆頭の座を占めている。また頼朝の乳母の比企尼の三女を妻とし、二代将軍・源頼家の乳母父となる。建久4年（1193年）の曾我兄弟の仇討ちでは、妻の連れ子で義信の養子となっていた河津祐泰の遺児が事件の連座で自害している。正治元年（1199年）の頼朝死後も源氏一門の重鎮として重きをなした。行事交名を見ても、義信より上席だったことがあるのは源頼政の子の源頼兼だけで、他の源範頼も足利義兼も、もちろん北条時政も常に義信の下座だった。これは義信が源氏一門（門葉）の首座にいたことを示している。
建仁2年（1202年）3月14日、永福寺で頼家と北条政子が、頼家の乳母を務めた比企の尼三女の義信妻の供養を行っている。建仁3年（1203年）9月に起こった比企氏と北条氏の対立による比企能員の変では、双方と縁戚関係を持つ平賀氏では北条時政の婿である子の平賀朝雅が北条氏側として比企氏討伐軍に加わっている。乱後に3代将軍として擁立された源実朝の元服の際には加冠役（烏帽子親）を務めている。
没年ははっきりしていないが、『吾妻鏡』の承元元年（1207年）2月20日に「故武蔵守義信入道」とあるので、それ以前であることは確実である。

## 源義宗猶子説
義信は初め父の従兄弟に当たる源義宗（源義家の長男）の猶子となったと言われている。しかし、義宗は嘉承元年（1106年）頃までには死去したと考えられるため、その37年後に生まれた義信がその猶子なったとは理論上は考えられない。また、義宗の猶子となった義信は、この義信ではなく、義宗の弟義親の長男の対馬太郎義信であるとする説もあり、年齢的にはこちらのほうが辻褄が合う。このため、対馬太郎義信が義宗の猶子であったという伝承が、平賀四郎義信の伝承として誤って伝わった可能性も指摘されている。